# Lyctocoris doris
Lyctocoris doris är en insektsart som beskrevs av Van Duzee 1921. Lyctocoris doris ingår i släktet Lyctocoris och familjen näbbskinnbaggar. Inga underarter finns listade i Catalogue of Life.